# Exocentrus sublateralis
Exocentrus sublateralis là một loài bọ cánh cứng trong họ Cerambycidae.